# 天主教亞瓜奇教區
天主教亞瓜奇的聖雅欽多教區（拉丁語：Dioecesis Sancti Hyacinthi de Yaguachi）是厄瓜多爾一個羅馬天主教教區，屬瓜亞基爾總教區。
教區成立於2009年11月4日，位於瓜亞斯省東部。2009年有教友618,301人（佔轄區總人口86.4%）、四十二個堂區、四十九名司鐸。現任教區主教為阿尼瓦爾·涅托·格拉。